# Принстон (Њу Џерзи)
Принстон (енгл. Princeton) град је у америчкој савезној држави Њу Џерзи.

## Демографија
По попису из 2010. године број становника је 12.307, што је 1.896 (-13,3%) становника мање него 2000. године.
| Група             | 2000.          | 2010.         |
| Белци             | 10.859 (76,5%) | 8.199 (66,6%) |
| Афроамериканци    | 908 (6,4%)     | 793 (6,4%)    |
| Азијати           | 1.060 (7,5%)   | 1.663 (13,5%) |
| Хиспаноамериканци | 1.009 (7,1%)   | 1.268 (10,3%) |
| Укупно            | 14.203         | 12.307        |